# Cantón de Putanges-Pont-Écrepin
El cantón de Putanges-Pont-Écrepin era una división administrativa francesa, que estaba situada en el departamento de Orne y la región de Baja Normandía.

## Composición
El cantón estaba formado por veintiún comunas:
- Bazoches-au-Houlme
- Champcerie
- Chênedouit
- Giel-Courteilles
- Habloville
- La Forêt-Auvray
- La Fresnaye-au-Sauvage
- Les Rotours
- Ménil-Gondouin
- Ménil-Hermei
- Ménil-Jean
- Ménil-Vin
- Neuvy-au-Houlme
- Putanges-Pont-Écrepin
- Rabodanges
- Ri
- Rônai
- Saint-Aubert-sur-Orne
- Sainte-Croix-sur-Orne
- Sainte-Honorine-la-Guillaume
- Saint-Philbert-sur-Orne

## Supresión del cantón de Putanges-Pont-Écrepin
En aplicación del Decreto n.º 2014-247 de 25 de febrero de 2014, el cantón de Putanges-Pont-Écrepin fue suprimido el 22 de marzo de 2015 y sus 21 comunas pasaron a formar parte diecinueve del nuevo cantón de Athis-de-l'Orne y dos del nuevo cantón de Argentan-1.